# 後志インテルFC
後志インテルFC（しりべしインテルFC）は、北海道の後志地方を本拠地とする社会人サッカーチーム。
Jリーグ加盟を目指すクラブの1つである。

## 歴史
2024年、横浜猛蹴フットボールクラブを全国3位に導いた経験のある、道言栄太が代表兼監督となり、Jリーグ加盟を目指して社会人サッカーチームを設立。チーム発足初年度に参入した札幌社会人サッカーリーグのA6＆Lリーグ（J13相当）では無敗優勝した。A6＆Lリーグの優勝チームとして参戦した、飛び級昇格が可能な入替戦では、みっかぼーいず（A3部・J10相当）、FC Soleil（A5部・J12相当）、C-BLAST（A2部・J9相当）を次々と倒して優勝し、A1部（J8相当）への昇格が決定した。カップ戦では、同年に無敗で札幌ブロックリーグを優勝して、北海道リーグ（J5相当）に昇格することになったsabasや、Sリーグ（J7相当）に所属するYUTO.SCに勝利してジャイアントキリングを起こすも、全国社会人サッカー選手権大会・全国クラブチームサッカー選手権大会どちらも札幌地区予選で敗退となった。

## 戦績
| 年   | 所属     | 順位 | 勝点 | 試合 | 勝 | 分 | 負 | 得点 | 失点 | 得失差 | 備考                                   |
| 2024 | 札幌A6部 | 優勝 | 16   | 6    | 5  | 1  | 0  | 21   | 2    | 19     | 入替戦でも優勝しA1部に飛び級昇格が決定 |
| 2025 | 札幌A1部 |      | 0    | 0    | 0  | 0  | 0  | 0    | 0    | 0      |                                        |